# Herb Aach
Herbert Aach (Colonia, 24 de marzo de 1923-Nueva York, 13 de octubre de 1985) fue un pintor y escritor germano-estadounidense. El estilo de pintura de Aach es conocido por su pigmentación intensa y bien ubicada, que surgió de su profundo interés en la teoría del color y las relaciones entre colores. Este interés por la teoría y la filosofía del color le llevaría a escribir una de las traducciones más notables de la Teoría de los colores de Goethe.

## Biografía
Herb Aach nació en Colonia, República de Weimar, en 1923. Fue en Alemania donde Aach estaría expuesto a las bellas artes, estudiando con el pintor expresionista alemán Ludwig Meidner. La persecución nazi hizo que su familia huyera y en 1938 llegó a Nueva York. En 1942 se alistó en el ejército de los Estados Unidos y un año después se convirtió en ciudadano estadounidense. Después de servir durante la Segunda Guerra Mundial, en Kassel, Alemania, regresó a Nueva York en 1946, donde estudió con John Ferren y Rufino Tamayo en la Escuela de Arte del Museo de Brooklyn. En 1948 se mudó con su nueva esposa a Ciudad de México donde continuó sus estudios de bellas artes en la Escuela Nacional de Pintura, Escultura y Grabado La Esmeralda.
Al regresar de México, Aach practicaría la pintura en lo que se describió como "relativo aislamiento", entre 1954 y 1963 en Hazleton, Pensilvania. Finalmente regresaría a Nueva York en 1963 y comenzó a enseñar en Queens College en 1965, donde continuaría enseñando por el resto de su vida. En Queens, enseñó arte de estudio y teoría del color y se convirtió en el favorito de los estudiantes, ganando homenaje en el anuario escolar de 1968 y votado dos veces como "Maestro del año". Se desempeñaría como presidente del departamento de artes de 1976 a 1979. También enseñó en el Instituto Pratt de 1966 a 1969. En la década de 1970, Aach visitó la República Democrática Alemana para participar en el programa de divulgación de la Junta Internacional de Investigación e Intercambios para ampliar los intercambios culturales entre Occidente. Mientras estuvo en Alemania Oriental, estudió en los archivos de Goethe en Weimar y se interesó por los rosetones. De vuelta en Nueva York, trabajó con los funcionarios de la ciudad para pintar los puentes de la ciudad de colores brillantes, como el puente de la Avenida Madison, que estaba pintado de color lavanda. Se convirtió en presidente del Instituto de Investigación Técnica de Artistas en 1975. En 1979 le diagnosticaron cáncer y debido a la enfermedad no pudo pintar, tomando el dibujo como su principal formato. Falleció el 13 de octubre de 1985 de cáncer en el Centro de Cáncer Memorial Sloan-Kettering.

## Obra

### Como pintor
La carrera profesional temprana de Aach se inspiró en gran medida en el trabajo de John Ferren y sus ideas sobre la teoría del color. Al regresar a Estados Unidos desde México, Aach exploró sus ideas sobre la ejecución del color en la pintura, donde desarrolló el estilo del expresionismo del color. Este estilo se formó a partir de su tiempo desarrollando pintura en Art Crayon Company, lo que le proporcionó acceso a pigmentos raramente accesibles para uso público y le permitió experimentar con pigmentación recién desarrollada que agregó a sus propias pinturas. DuPont también le proporcionó nuevos pigmentos y, a mediados de la década de 1960, comenzó a usar pinturas fluorescentes para lograr lo que se ha descrito como "intensidad y luz interior".
A mediados de la década de 1960, pasó de crear pinceladas exuberantes a crear áreas de color más grandes sobre el lienzo, lo que le permitió buscar un "marco más puro en el que explorar las relaciones de color". Su patrimonio describe la importancia de las relaciones de color en su arte:
Las relaciones de color eran fundamentales, se basaban en predisposiciones fisiológicas innatas y, por lo tanto, el color era demasiado importante como para desperdiciarlo como una mera "etiqueta" para establecer referencias objetuales.

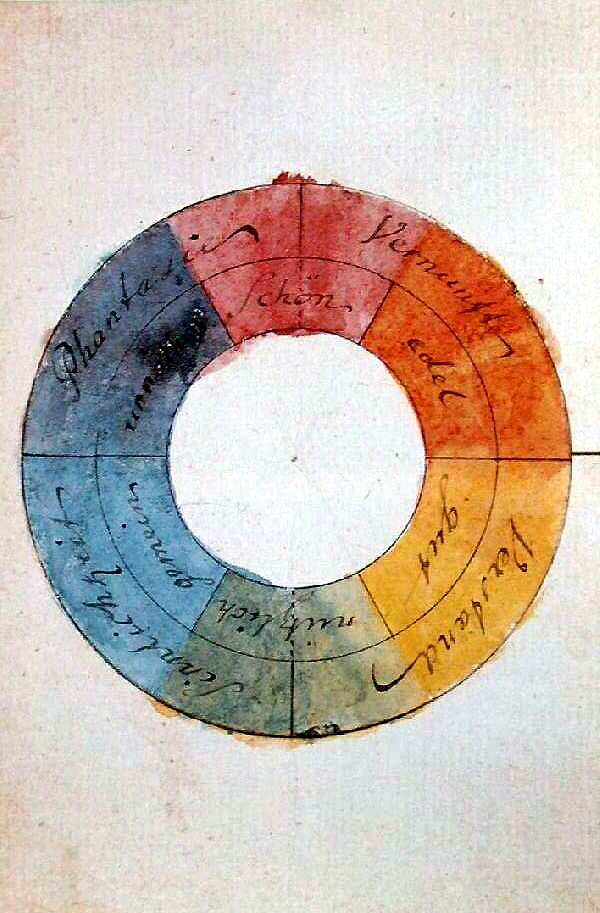
La rueda de colores de Goethe.

En 1974 creó el cuerpo de trabajo Precesión de Equinoccios. En esta serie, Aach comenzó cubriendo el lienzo con finas capas de yeso, inspirado en las superficies que parecen frescos de Giotto. Después de sentar las bases para su lienzo, pintó líneas nítidas entre las regiones de color y usó sus característicos colores fluorescentes. Incluso con el uso de líneas duras, Aach creía que su uso del color dominaba la ubicación y la apariencia de las líneas. El crítico de arte Noel Frackman describió la serie como "pinturas hermosas y sin complicaciones".

### Como escritor
Inspirado por su interés en la teoría del color, en 1971 Aach editó y tradujo la Teoría de los colores de Goethe. También contribuyó con artículos sobre teoría y práctica del color y reseñas para varias publicaciones de arte.

## Críticas sobre su obra
Louis Finkelstein describió el trabajo de Aach como fuertemente "ubicado en la tradición cultural" en relación con sus influencias, aquellos a los que influyó y las habilidades y estilos de los manuscritos irlandeses, los textiles, el arte chino y el arte colombiano. En 1974, el crítico de arte Noel Frackman declaró a Aach un pionero.

## Exposiciones notables
- Galería de arte Albright-Knox, 1975, Buffalo, Nueva York
- Museo de las Artes del Bronx, 1977, Nueva York, Nueva York
- Universidad Drew, 1971, Madison, Nueva Jersey
- Museo Everhart, 1959, Scranton, Pensilvania
- Museo Mint, 1987, Charlotte, Carolina del Norte
- Universidad Estatal de Pensilvania, 1962, State College, Pensilvania
- Museo Whitney de Arte Estadounidense, 1952; 1956, Nueva York[6]

## Colecciones notables
- Galería de arte Albright-Knox
- Galería de arte Corcoran
- Museo Metropolitano de Arte
- Museo Estatal de Pensilvania[2]

## Obras publicadas por Aach
- Aach, Herb. "Una pelea de pintores sobre el uso de fotografías". Revista de arte 27.2 (1967-1968): 220.
- Aach, Herb. "Sobre el uso y fenómenos de los pigmentos fluorescentes en las pinturas". Leonardo 3.2 9 (1970): 135–138.
- Aach, Herb. "Reseñas: Pintura con medios sintéticos de Russell O. Woody, Jr. y Pintura con acrílicos de José Gutierréz; Nicholas Roukes". Revista de arte 26.2 (1966-1967): 212; 214.
- Matthaei, Rupprecht, Teoría del color de Goethe . Por Johan Wolfgang von Goethe. Arreglado y editado por de . edición americana. traducido y editado por Herb Aach. Van Nostrand Reinhold, 1971.

## Otras lecturas
- Sloane, Patricia. Fuentes primarias: escritos seleccionados sobre el color desde Aristóteles hasta Albers . Culver City: Prensa de diseño, 1991.ISBN 0-8306-3481-9
- Wilson, Michael (1972). «Review: Goethe's Colour Theory». Leonardo 5 (2): 179-180. JSTOR 1572566. doi:10.2307/1572566.
- Wolbarsht, Myron L (1972). «Review: Goethe's Colour Theory». The Quarterly Review of Biology 47 (4): 472. doi:10.1086/407469.